# 1879 a tudományban
Az 1879. év a tudományban és a technikában.

## Kémia
- Lars Fredrick Nilson svéd kémikus felfedezi a szkandiumot

## Események
- Thomas Edison bemutatja az első izzólámpát

## Születések
- január 1. – Ernest Jones brit neurológus, pszichoanalitikus († 1958)
- február 22. – Johannes Nicolaus Brønsted dán fizikai kémikus, főként sav-bázis elmélete jelentős († 1947)
- február 24. – Hankóczy Jenő mezőgazdasági kutató, a búza- és lisztminőség kérdésének nemzetközi szakembere, a "farinométer" feltalálója († 1939)
- március 8. – Otto Hahn Nobel-díjas német kémikus, a radioaktivitás és a radiokémia úttörője. Az atommagkémia ősatyjának és az atomkorszak megteremtőjének is nevezik († 1968)
- március 14. – Albert Einstein Nobel-díjas elméleti fizikus; a legnagyobb 20. századi tudósnak tartják. Kifejlesztette többek között a relativitáselméletet, nagymértékben hozzájárult a kvantummechanika, a statisztikus mechanika és a kozmológia fejlődéséhez († 1955)
- április 26. – Owen Willans Richardson Nobel-díjas brit fizikus († 1959)
- május 6. – Bedřich Hrozný cseh nyelvész, orientalista, régész, a hettita írás megfejtője, a hettitológia úttörője († 1955)
- május 28. – Miljutyin Milanković szerb matematikus, csillagász, geofizikus († 1958)
- szeptember 27. – Hans Hahn osztrák matematikus († 1934)
- október 5. – Francis Peyton Rous Nobel-díjas amerikai orvos, patológus, virológus († 1970)
- október 9. – Max von Laue Nobel-díjas német fizikus († 1960)
- október 17. – Zemplén Győző magyar fizikus, a relativitáselmélet és a radioaktivitás egyik első magyar kutatója († 1916)

## Halálozások
- március 3. – William Kingdon Clifford brit matematikus, filozófus (* 1845)
- március 17. – Heinrich Gottlieb Ludwig Reichenbach német botanikus és ornitológus (* 1793)
- május 4. – William Froude hidrodinamikával foglalkozó angol mérnök  (* 1810)
- november 5. – James Clerk Maxwell skót matematikus-fizikus. Összefoglaló egyenletrendszerben írta le az elektromosság és a mágnesesség törvényeit, az ő nevéhez is fűződik a Maxwell-eloszlás, a gázok mozgásának elmélete (* 1831)